# Philip Gurin
Pour les articles homonymes, voir Gurin (homonymie).
Philip Gurin est un producteur et scénariste américain.

## Filmographie
Comme producteur
- 1996 : World's Most Amazing Animal Rescues: Part 2 (TV)
- 1996 : Candid Camera's 50th Anniversary (TV)
- 1996 : World's Most Amazing Animal Rescues: Part 3 (TV)
- 1997 : The Greatest Christmas Moments of All Time! (TV)
- 1998 : Candid Camera (série TV)
- 1998 : Extreme World Records (TV)
- 1998 : KISS Live: The Ultimate Halloween Party (TV)
- 1999 : World's Most Incredible Hostage Rescues (TV)
- 1999 : All New 3's a Crowd (série TV)
- 2000 : Twenty One (série TV)
- 2000 : Now or Never, Face Your Fears (série TV)
- 2001 - 2002 : Le Maillon faible (série TV)
- 2002 : She Span (série TV)
- 2002 : The Miss Teen USA Pageant (TV)
- 2002 : Lingo (série TV)
- 2003 : Chuck Woolery: Naturally Stoned (série TV)
- 2003 : Miss USA (TV)
- 2003 : Miss Universe Pageant (TV)
- 2003 : Test the Nation (TV)
- 2003 : Miss Teen USA (TV)
- 2003 : Test the Nation: The National Quiz (TV)
- 2004 : Test the Nation 2 (TV)
- 2004 : Women Rock: Lifetime's 20th Anniversary (TV)
- 2005 : Miss Univers 2005 (TV)
- 2005 : The Miss Teen USA Pageant (TV)

Comme scénariste
- 1982 : The Royal Romance of Charles and Diana (TV)
- 1987 : Remote Control (série TV)
- 2002 : The Miss Teen USA Pageant (TV)
- 2003 : Miss USA (TV)
- 2003 : Miss Universe Pageant (TV)
- 2003 : Test the Nation (TV)
- 2004 : Test the Nation 2 (TV)
- 2005 : Miss USA 2005 (en) (TV)
- 2005 : Miss Univers 2005 (TV)
- 2005 : The Miss Teen USA Pageant (TV)